# Escola de Lleida d'escultura del segle XIV
L'Escola de Lleida d'escultura del segle XIV va ser una agrupació d'escultors del segle xiv que van impulsar una nova manera de crear escultures de pedra. Aquesta escola estava encapçalada per Bartomeu de Robió.
L'escola de Lleida d'escultura a emergir durant el segle xiv, més concretament va estar activa entre el 1350 i 1380. Aquest era un període de crisi als territoris lleidatans ja que amb l'arribada de la pesta negra va augmentar la mortalitat i el comerç i l'activitat econòmica van caure. Aquesta escola estava formada per un nombrós grup d'artistes dels quals se'n saben pocs noms. En estudis anteriors, Jaume Cascalls era considerat el principal artífex de l'escola, però estudis més recents consideren a Bartomeu de Robió com a principal mestre de l'Escola d'escultura de Lleida al segle xiv. Aquesta escola va ser l'encarregada de moltes de les escultures de la Seu Vella i es van convertir en arquetips per a posteriors treballs, que es caracteritzen per la inexistència de timpà a la part superior de les portades. L'escola d'escultura de Lleida també va destacar en la realització de retaules d'alabastre per tot el territori circumdant a Lleida.

## Característiques
Aquesta escola té diferents trets en l'escultura que la fan característica:
- El tractament dels cabells amb profusió dels tirabuixons al cap, la barba i el serrell, fórmules pròpies  dels fonedors i dels orfebres toscans trescentistes.
- Les túniques i els mantells amb els quals s'embolcalla als personatges, emprats com a mitjà per a construir volum a les figures en el mateix grau que ho fa Giotto en les pintures.
- Ulls ametllats que atorguen expressivitat a les imatges.
- Imatges marianes amb el xiquet i l'ocell.
- Retaules amb caràcter pictòric per la influència italiana de Robió.
- Presència del paisatge en els retaules.
- L'italianisme també es veu en la indumentària de les escultures.

## Autors principals
- Bartomeu de Robió: es tracta d'un escultor forà, que apareix sempre lligat a Lleida encara que també va treballar durant un mes a València. La seva trajectòria comprèn almenys vint anys. Aquest és el principal autor de l'escola de Lleida, escultor i arquitecte va introductor del retaule de pedra a Catalunya. Va popularitzar una nova forma molt peculiar de fer escultura amb uns trets que es repeteixen en totes les obres de l'escola. La seva obra més coneguda són els treballs a la catedral de Lleida, però també va deixar un gran llegat compost per tres relleus a l'església de Sant Llorenç. Es caracteritza per les referències iconogràfiques i formals que remeten a models italians d'origen toscà, cosa que fa pensar que Robió tingué formació prodecent d'aquest gènere.[3]
- Jaume Cascalls: anteriorment era considerat el cap de l'Escola de LLeida fins que aquesta autoritat va ser atorgada a Bartomeu de Robió. Va col·laborar en la formació del llenguatge de l'Escola. La seva activitat està datada entre el 1341 i el 1377 al centre de l'escultura trescentista catalana. Va ser el principal artífex del Panteó Reial de Poblet, treball que va compaginar amb altres activitats com encàrrecs d'imatges i retaules, direcció d'obres i de grans portades com la de la Seu Vella de Lleida i la façana principal de la Catedral de Tarragona.[4]
- Pere Aguilar: va ser estret col·laborador de Bartomeu de Robió, del que imitava el seu estil. Aguilar és l'únic seguidor de Robió del qual coneixem el nom, perquè apareix documentat col·laborant amb ell en un parell d'ocasions el que obliga a pensar en una relació estreta entre els dos.
- Mestre d'Albesa: És un dels escultors de l'Escola de Lleida que imita l'art de Bartomeu de Robió, coneix directament i reinterpreta l'estil de Robió però amb una habilitat tècnica inferior. La gran similitud de les seves obres amb les de Robió fan pensar que deu tractar-se d'un escultor format al taller del mestre. Tot i imitar a Robió, les seves obres són personals, fet que facilita l'atribució d'obres.

## Obres destacades

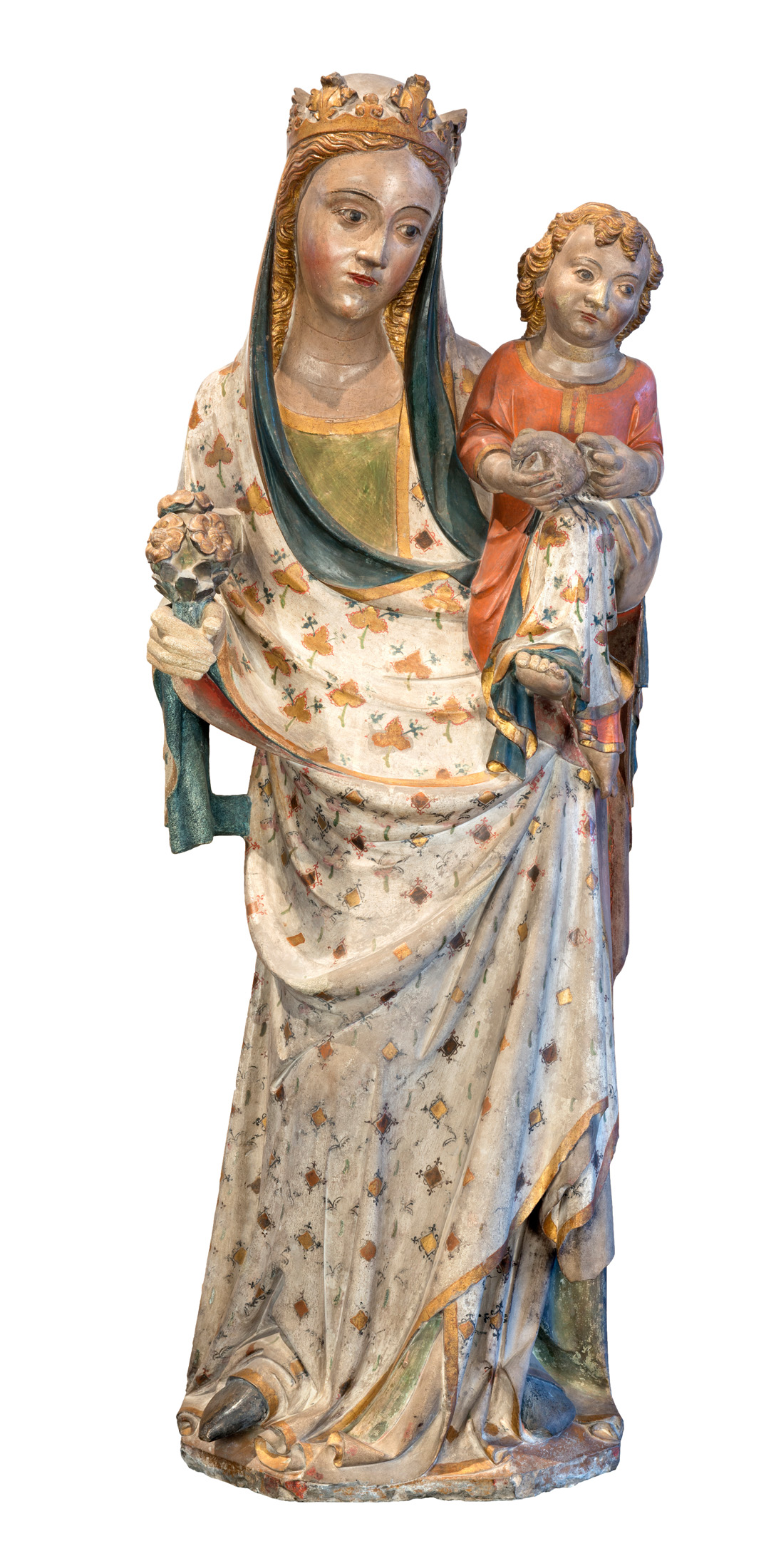
Mare de Déu de Saidí, conservada al Museu de Lleida.

- Retaule Major de la Seu Vella, obrat entre el 1360 i 1362 per part del mestre Bartomeu de Robió i els seus ajudants amb alabastre procedent de la Conca de Barberà el qual va anar ell personalment a elegir. El retaule va ser desmuntat al segle xviii i sols s'han conservat alguns relleus. Estava organitzat amb relleus disposats en dos carrers per cada costat amb tres pisos cadascun, en total dotze relleus i cal suposar que amb una imatge de la Mare de Déu al centre. Els relleus més importants són el de la Pentecosta i el dels quatre apòstols. En aquests relleus veiem les formes que remeten als models italianitzants. Aquest retaule major és sens dubte l'obra més important de l'escola. El model arquitectònic i escultòric va ser utilitzat en posteriors treballs a les diferents parròquies, fet que va difondre aquesta manera de realitzar retaules.
- Mare de Déu de Saidí, atribuïda a l'anomenat grup d'Albesa. Mostra els trets característics de l'Escola de Lleida amb un estil proper a Robió però sense la qualitat suficient per atribuir-la al mestre. És una talla de pedra policromada amb un lleuger contrapposto habitual en les imatges marianes i un tractament de les vestimentes que demostra la gran qualitat de l'escultor. La imatge del nen jugant amb un ocell és altre tret representatiu de les imatges marianes a LLeida. Les seves proporcions i la seva policromia fa que aquesta escultura siga una de les produccions més rellevants de l'Escola de Lleida. Trobem semblances entre aquesta verge i altres com la desapareguda al santuari de Salgar o altres referències més internacionals com una escultura de la Verge amb el xiquet realitzada en ívori per Giovanni Pisano el 1298.
- Mare de Déu de l'església de Tornabous. No es coneix l'autoria de l'escultura, però per les característiques que trobem, podria estar relacionada amb la producció de Jaume Cascalls i Pere Aguilar ja que trobem semblances amb la Mare de Déu de Montalegre, realitzada per aquest últim. Aquesta escultura destaca per la configuració del cos de nen a més de la lleu torsió del cos de la Verge, l'elevació de l'espatlla per tal d'evitar la frontalitat i el caient totalment vertical de la túnica. Pel que fa al rostre, destaca per l'elevat front i l'arquejament de les celles, coronat per una corona a base de florons. Aquesta escultura també presenta a la Verge amb un tany floral i al nen amb un ocell, atribucions peculiars en l'Escola de Lleida d'escultura del segle xiv.[5]
- Retaule Major de l'església de Sant Llorenç: aquest retaule està situat darrere de l'altar. Es va realitzar sobre pedra policromada al segle xiv per Bartomeu de Robió. Està compost per 12 relleus dividits entre els dos costats que narren la vida i el martiri de Sant Llorenç. Aquest és el retaule més pretensiós amb uns volums ben treballats. El retaule es divideix en la predel·la en aquest cas dividida per seccions on trobem imatges dels apòstols, sants i escuts de les famílies promotores del retaule. A la part superior hi han els pinacles on apareixen quatre àngels amb els arma martiria: la creu, la llança, l'esponja i la corona d'espines, gran desplegament iconogràfic i ornamental.[2]